# Mbone

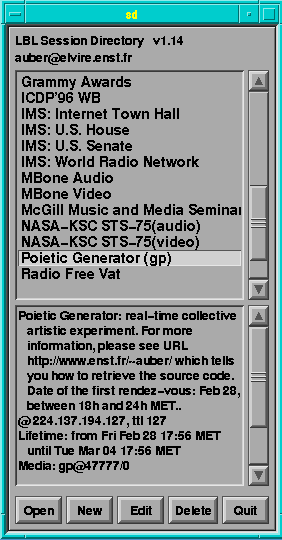
Répertoire de session Mbone (sd), février 1996

Le réseau Mbone (pour Multicast Backbone) est un réseau virtuel expérimental pour la transmission du trafic multicast IP développé au début des années 1990.
Il a été inventé par Van Jacobson, Steve Deering et Stephen Casner en 1992. Le but du Mbone est de transmettre de façon efficace, en temps réel et de manière symétrique, des flux de nombreux utilisateurs répartis.
Il utilise généralement des routeurs dédiés. La plupart des routeurs Internet n'étant pas configurés pour le support du multicast, le Mbone a évolué en un réseau permettant les échanges de trafic multicast entre les participants. La commercialisation du service multicast s'est avérée difficile en raison du manque de contrôle des accès au contenu, conséquence directe de la symétrie du protocole.
En 1994, un concert des Rolling Stones est retransmis via le Mbone. Un an plus tard le Mbone est utilisé, cette fois de manière symétrique (émission et réception simultanés sans hiérarchie entre participants), pour une première expérience d'interaction graphique temps réel sans l'intermédiaire d'aucun centre (Générateur Poïétique). 
Le réseau s'étend à l'Antarctique et à la Russie dès 1995. Une grande variété d'applications collaboratives ont été développées spécialement pour le Mbone, vidéoconférence, chat, tableaux partagés. Actuellement, le Mbone est surtout utilisé par les réseaux de recherche.
Les protocoles de routage utilisés sont DVMRP à l'origine, puis MOSPF.

### Outils du Mbone
- LBNL
- MICE
- OpenMash
- Outils développés à Telecom Paristech (ex-ENST)